# Paljanycja
Paljanycja (in ucraino Паляниця? [pɐlʲɐˈnɪt͡sʲɐ]) è un sistema missilistico ucraino costituito da un drone a razzo sviluppato dall'Ucraina durante l'invasione russa dell'Ucraina. Il 24 agosto 2024, a seguito di un attacco a un deposito di munizioni nell'oblast' di Voronež, le autorità ucraine hanno annunciato ufficialmente il lancio del sistema missilistico, sebbene non ne abbiano confermato l'utilizzo in quell'attacco specifico. Il "missile-drone" è stato descritto dal presidente ucraino Zelens'kyj come "una nuova classe di armamento" difficile da contrastare.

## Denominazione
Il nome Paljanycja è uno shibboleth (una sorta di parola d'ordine) che è stato utilizzato per smascherare gli agenti stranieri nelle forze armate ucraine, che di solito non sono in grado di pronunciare correttamente la parola.

## Descrizione
Il missile è dotato di un corpo centrale con ali posizionate in avanti e una sezione di coda dotata di quattro superfici di controllo.